# Cell Broadcast

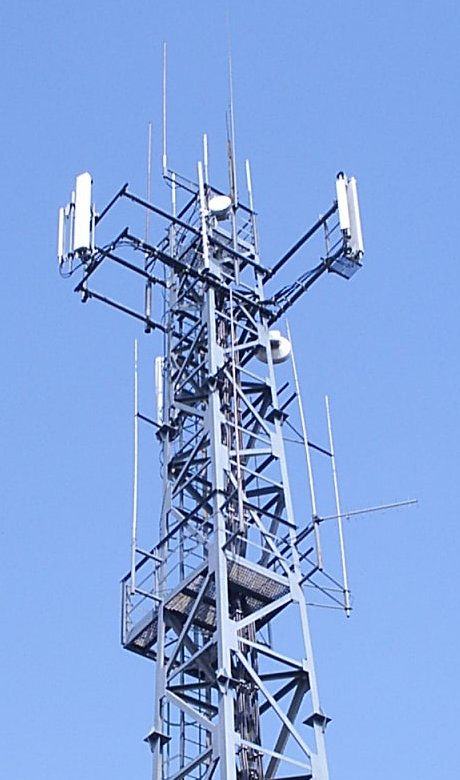

Cell Broadcast (CB) este un serviciu gratuit care permite transmiterea unor mesaje către telefoanele mobile dintr-o anumită arie geografică.
Sistemul RO-ALERT se bazează pe tehnologia Cell Broadcast.